# Poa chokensis
Poa chokensis är en gräsart som beskrevs av Sylvia Mabel Phillips. Poa chokensis ingår i släktet gröen, och familjen gräs. Inga underarter finns listade i Catalogue of Life.